# Pilar Carbonero Sánchez
Pilar Carbonero Sánchez (Palma, 1971) fue alcaldesa de Ciudadela, y actualmente  es concejal por el PSOE.

## Biografía
Carbonero está casada y tiene 3 hijos, y es ingeniera de obras públicas.

## Carrera política
El 2007 se incorporó en las listas munincipales del PSOE como independiente, de las cuales fue elegida regidora para el Ayuntamiento en donde hizo oposición. El 16 de marzo de 2009 tuvo lugar una moción de censura contra aquel entonces alcalde, Llorenç Brondo, presentada por el PSIB-PSOE, el PSM y UPCM, que prosperó con 11 votos, contra los 10 que obtuvo Antònia Gener, del Partido Popular. Desde entonces asume la alcaldía de la ciudad y del área de urbanismo.
En junio de 2011 tras la derrota en las elecciones municipales deja la alcaldía de la ciudad, quedándose en la oposición.